# Mur de l'Hexamilion
Le mur de l'Hexamilion (grec ancien : Ἑξαμίλιον τεῖχος, « mur de six milles ») est une muraille de défense datant de la fin de l'Empire romain, barrant l'isthme de Corinthe et destinée à défendre la seule route terrestre existant entre la péninsule du Péloponnèse et la Grèce continentale. 

## Histoire

### Les premières fortifications
L'édification de l'Hexamilion se situe à la fin d'une longue série de tentatives visant à fortifier l'Isthme, qui remonte peut-être à la période mycénienne. Beaucoup de villes du Péloponnèse voulaient protéger et fortifier l'Isthme, au lieu de devoir résister au niveau des Thermopyles, comme lors de l'invasion de la Grèce par Xerxès, en -480 (Hérodote, Histoires VII, 206). La question se posa à nouveau avant la bataille de Salamine (Hérodote VIII, 40,49,56). La fortification de l'Isthme pouvait paraître séduisante de prime abord, mais comme le fait remarquer Hérodote (VII, 138), elle n'était d'aucune utilité sans la maîtrise maritime.

### Histoire de l'Hexamilion

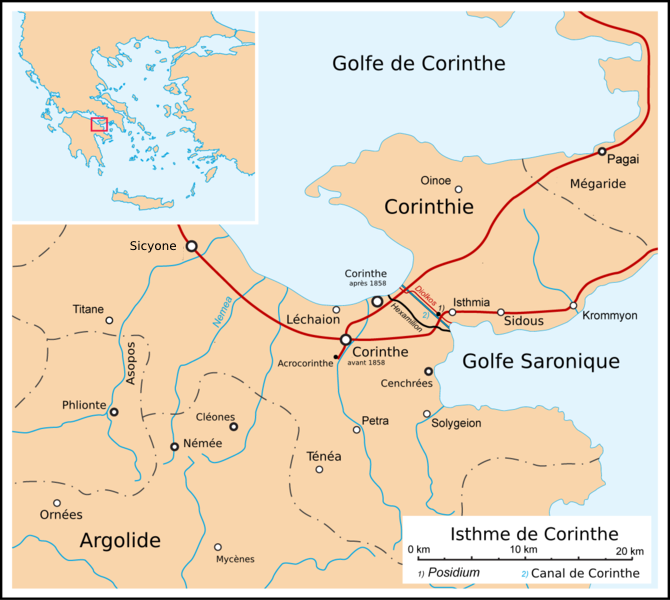
Situation de l'Hexamilion sur l'Isthme de Corinthe

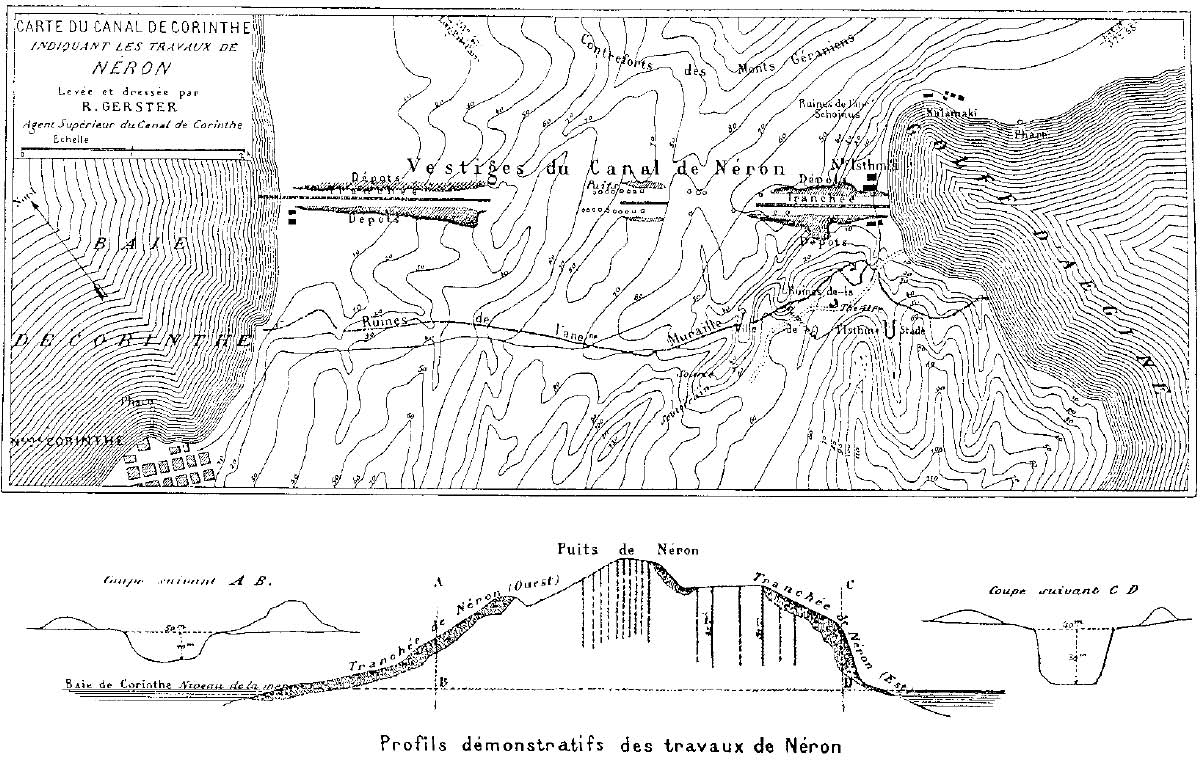
Situation de l'Hexamilion et vestiges du canal de Néron, relevé de l'ingénieur Béla Gerster, vers 1880, avant la construction du canal moderne

Le mur a finalement été construit très tardivement, entre 408 et 450, sous le règne de Théodose II, lors des grandes invasions de la fin de l'Empire romain. L'attaque d'Alaric sur la Grèce en 396 ou le sac de Rome en 410 par les Wisigoths peuvent avoir motivé la construction de l'Hexamilion, qui comprend des tours, des bastions côtiers et au minimum une forteresse. 
La seule forteresse connue comprenait deux portes (nord et sud), dont celle du nord tenait lieu d'entrée officielle vers le Péloponnèse. Le mur est constitué de deux parements de pierre taillée enserrant un blocage de mortier et gravats. Le temps nécessaire à sa construction est inconnu, mais l'ampleur de l'entreprise est telle que l'Hexamilion est de fait la plus importante structure archéologique de toute la Grèce. 
Toutes les pierres des constructions des environs furent cannibalisées à cet effet, soit intégrées directement dans le mur, comme ce fut cas pour le temple de Poséidon à Isthmia, soit réduites à l'état de chaux, sort réservé aux temples de l'Héraion de Pérachora et à une importante partie de la statuaire antique de Corinthe. 
Sous le règne de Justinien, le mur a été fortifié de tours supplémentaires, pour atteindre le nombre total de 153. L'usage militaire semble avoir diminué après le VIIe siècle, et au XIe siècle, des constructions domestiques vinrent se greffer sur la muraille. En 1415, l'empereur byzantin Manuel II Paléologue supervisa personnellement des restaurations sur une période de quarante jours, et le coût élevé de cet effort provoqua des troubles parmi l'élite locale. Les Ottomans y ouvrirent une brèche en 1423. Le despote Constantin Paléologue restaura de nouveau le mur en 1444, mais les Turcs le franchirent encore en 1446. Après la conquête ottomane du Péloponnèse en 1460, le mur fut abandonné. Il fut ensuite restauré en septembre 1463 lors du siège de Corinthe par les Vénitiens avant que ceux-ci n'abandonnent la ville, épuisés, lorsque des renforts ottomans sous le commandement du grand vizir Mahmud Pacha furent envoyés. Le mur de l'Hexamilion fut ensuite définitivement détruit.
Au cours de son histoire, le mur n'a jamais réussi à remplir la fonction pour laquelle il avait été construit, si ce n'est comme moyen de dissuasion. Des éléments importants du mur sont conservés au sud du canal de Corinthe et près du sanctuaire de Poséidon à Isthmia.

## Images

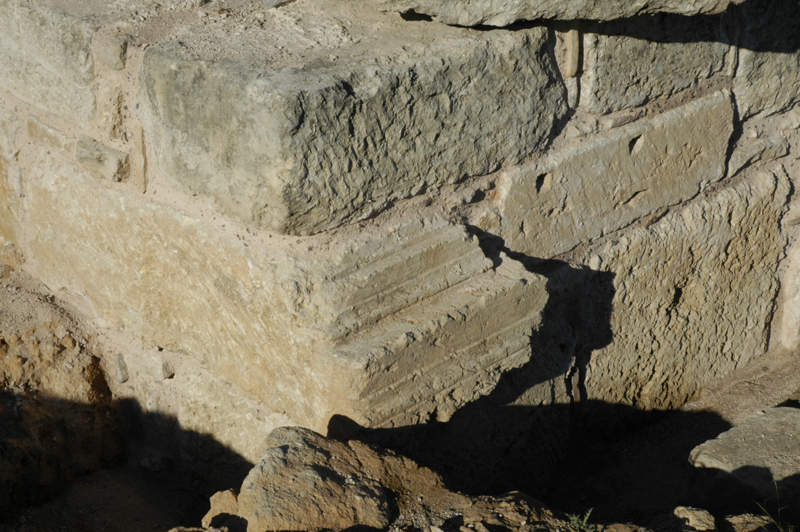
Détail des fondations d'une tour montrant le réemploi d'un élément architectural mouluré.
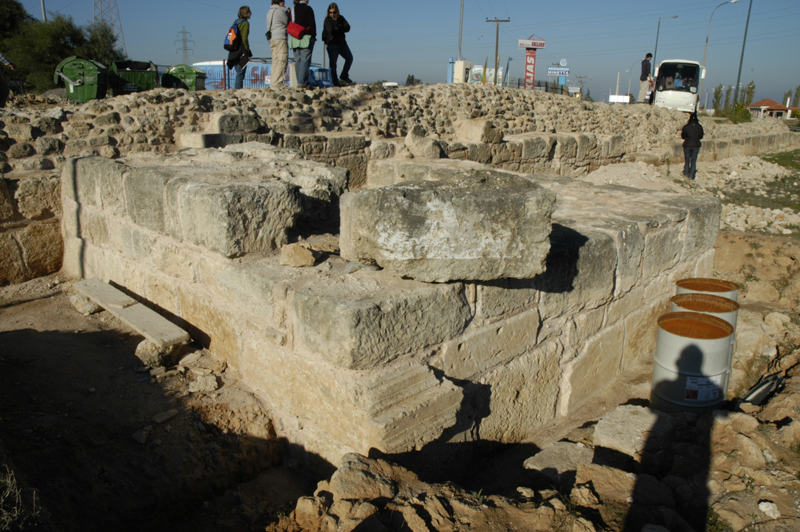
Section du mur, vers le NO.
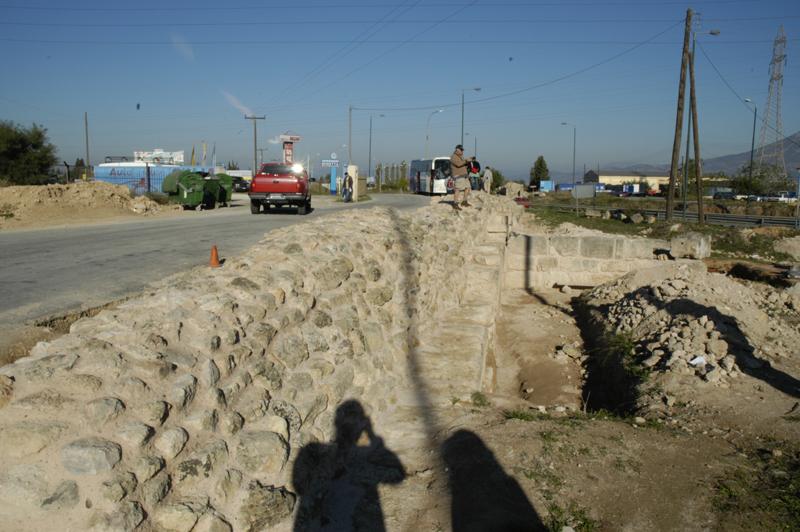
Ligne du mur, montrant le blocage.
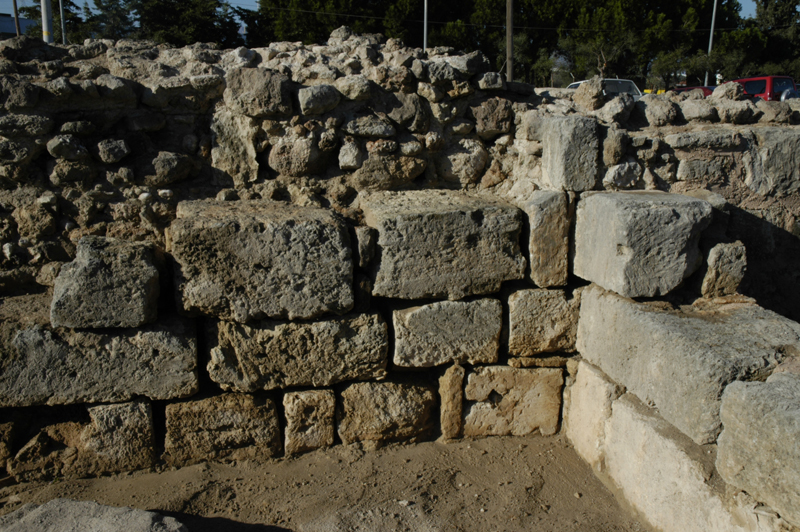
Parement et blocage du mur.

### Sources pour l'Hexamilion
- Barker, J. W. (New Brunswick, NJ 1969). Manuel II Paleologus (1391-1425): A Study in Late Byzantine Statesmanship.
- Clement, P. A. (Thessaloniki 1977) “The Date of the Hexamilion” in Essays in Memory of Basil Laourdas.
- Fowden, G. (JRA 8 (1995), p. 549-567). “Late Roman Achaea: Identity and Defense.”
- Gregory, T. E. (Princeton, NJ 1993). The Hexamilion and the Fortress. (Isthmia vol. 5).
- Hohlfelder, R. (GRBS 18 (1977), p. 173-179). “Trans-Isthmian Walls in the Age of Justinian.”
- Jenkins, R. J. H. and H. Megaw. (BSA 32 (1931/1932) p. 68-89). “Researches at Isthmia.”
- Johnson, S. (London 1983). Late Roman Fortifications.
- Lawrence, A. W. (BSA 78 (1983), p. 171-233). “A Skeletal History of Byzantine Fortification.”
- Leake, W. M. (London 1830). Travels in the Morea.
- Monceaux, P. (Gazette archéologique (1884), p. 273-285, 354-363). “Fouilles et recherches archéologiques au sanctuaire des Jeux Isthmiques.”
- Monceaux, P. (Gazette archéologique (1885), p. 205-214). “Fouilles et recherches archéologiques au sanctuaire des Jeux Isthmiques.”
- Pringle, D. (Oxford 1981). The Defense of Byzantine Africa from Justinian to the Arab Conquest. (British Archaeological Reports, International Series 99).
- Stroud, R. (Hesperia 40 (1971), p. 127-145). “An Ancient Fort on Mount Oneion.”
- Winter, F. E. (London 1971). Greek Fortifications.
- Wiseman, J. R. (Hesperia 32 (1963), p. 248-275). “A Trans-Isthmian Fortification Wall.”

### Sources pour les fortifications de l'Isthme
- Bodnar, E. W. (AJA 64 (1960), p. 165-172). “The Isthmian Fortifications in Oracular Prophecy.”
- Broneer, O. (Hesperia 35 (1966), p. 346-362). “The Cyclopean Wall on the Isthmus of Corinth and Its Bearing on Late Bronze Age Chronology.”
- Broneer, O. (Hesperia 37 (1968), p. 25-35). “The Cyclopean Wall on the Isthmus of Corinth, Addendum.”
- Caraher, W. R. and T. E. Gregory. (Hesperia 75.3 (2006), p. 327-356). “Fortifications of Mount Oneion, Corinthia.”
- Chrysoula, P. K. (AAA 4 (1971), p. 85-89). “The Isthmian Wall.”
- Dodwell, E. (London 1819). A Classical and Topographical Tour through Greece II
- Fimmen, E. (RE IX (1916), cols. 2256-2265). “Isthmos.”
- Hope-Simpson, R. (London 1965). Gazetteer and Atlas of Mycenaean Sites.
- Jansen, A. g. (Lewiston, NY 2002). A Study of the Remains of Mycenaean Roads and Stations of Bronze-Age Greece.
- Lawrence, A. W. (Oxford 1979). Greek Aims in Fortification.
- Vermeule, E. T. (Chicago 1972). Greece in the Bronze Age.
- Wheler, G. (London 1682). A Journey into Greece.
- Wiseman, J. R. (Göteborg 1978). The Land of the Ancient Corinthians. (Studies in Mediterranean Archaeology 50).
- Wiseman, J. R. (diss. University of Chicago 1966). Corinthian Trans-Isthmian Walls and the Defense of the Peloponnesos.

### Sources primaires
- Zosimus, Historia nova 1.29 (253-260 CE), 5.6 (396 CE).
- Procopius, De aedificiis 4.2.27-28 (548-560 CE).
- IG IV.204 (548-560 BCE).
- G. Sphrantzes, Chronicon minus (p. 4, Grecu) (1415 CE), (p. 16, Grecu) (1423 CE), (p. 50, Grecu) (1431 CE), (p. 52, Grecu) (1435 CE), (p. 66, Grecu) (1444 CE), (p. 128, ed. Grecu) (1462).
- Laonikos Chalkokondyles (p. 183-184, ed. Bonn) (1415 CE), (p. 319-320, ed. Bonn) (1443 CE), (p. 70, Grecu) (1446), (p. 345-346, ed. Bonn) (1446 CE), (p. 443, ed. Bonn) (1458).
- Short Chronicle 35 (p. 286, Schreiner, I) (1415 CE), 33 (p. 252, Schreiner, I) (1446 CE).
- Manuel II, The Letters of Manuel Palaeologus (p. 68, Dennis) (1415-1416 CE).
- Mazaris, Descent into Hades (p. 80-82, Buffalo (1415 CE).
- Cyriacus of Ancona, Cyriacus of Ancona and Athens (p. 168, Bodnar) (1436 CE).
- Pythian Oracle (p. 166-167, Bodnar) (1431-1446 CE).
- Pseudo-Phrantzes, Chronicum maius (p. 235, ed. Bonn) (1452 CE).
- Plutarch, Lives Agis and Cleomenes 20.1-21.4 (223 BCE), Aratus 43.1-44.4 (223 BCE).
- Polybius 2.52.1-53.6 (223 BCE).
- Diodorus Siculus 15.68.1-5 (369/368 BCE), 19.53.1-53.4 (316 BCE), 19.63.1-64.4 (315 BCE).
- Xenophon, Hellenica 6.5.49-52 (370 BCE), 7.1.15-22 (369 BCE).
- Herodotus 7.138-139 (480 BCE), 8.71-72 (480 BCE), 9.7-8 (480 BCE).